# Jóhann Hafstein
Jóhann Hafstein (Akureyri, 19 de setembro de 1915 – Akureyri, 15 de maio de 1980) foi um político islandês. Ocupou o cargo de Primeiro-ministro da Islândia de 10 de julho de 1970 até 14 de julho de 1971.

## Política
Como estudante, seguiu as primeiras atividades políticas e não foi apenas de 1936 a 1937 presidente do conselho estudantil da Universidade da Islândia, mas também de 1943 a 1949, sucedendo a Gunnar Thoroddsen Presidente da Organização Nacional da Juventude do Partido da Independência (Samband Ungra sjálfstæðismanna (SUS)), após ter sido membro de seu conselho de administração desde 1936 e primeiro vice-presidente de 1940 a 1943. Ao mesmo tempo, pertenceu de 1943 a 1955 ao conselho da cidade de Reykjavík como membro. Em 1938, ainda estudante, casou-se com a neta do primeiro primeiro-ministro islandês Hannes Hafstein, Ragnheiði Thors.
Em 1946 foi eleito candidato pelo Partido da Independência (Sjálfstæðisflokkur) pela primeira vez como membro do Althing, no qual representou os interesses da capital Reykjavík até 1978. Em 1952 tornou - se Chief Executive Officer (CEO) do banco de pesca (Útvegsbanki Íslands). Em 14 de novembro de 1963, seu amigo de partido e então primeiro-ministro Bjarni Benediktsson o nomeou Ministro da Justiça, Igrejas e Indústria (Dóms- og Kirkjumálaráðherra, Iðnaðarráðherra) em seu gabinete, em que ocupou cargos ministeriais até 10 de julho de 1970. Em 24 de abril de 1965, ele novamente sucedeu Thoroddsen como vice-presidente do Partido da Independência. Depois que o primeiro-ministro Benediktsson foi morto em um incêndio na residência de verão do governo (Thingvellir) em 10 de julho de 1970, Hafstein o sucedeu como presidente do Partido da Independência e primeiro-ministro da Islândia (Forsætisráðherra). Como tal, ele formou um gabinete de oito membros, no qual ocupou inicialmente o cargo de Ministro da Justiça e da Igreja até 10 de outubro de 1970 e o cargo de Ministro da Indústria até o final de seu mandato. O sucessor como Ministro da Justiça e da Igreja foi com Auður Auðunsa primeira ministra em um gabinete islandês.
 

No entanto, ele apenas manteve o cargo de primeiro-ministro por pouco mais de um ano até 14 de julho de 1971, quando foi sucedido por Ólafur Jóhannesson, presidente do Partido Progressista (Framsóknarflokkurinn). Em 12 de outubro de 1973, ele foi seguido pelo anterior vice-presidente Geir Hallgrímsson como presidente do Partido da Independência. Durante sua carreira política, ele também foi representante da Islândia na Assembleia Geral das Nações Unidas em 1953, 1959 e 1974.